# Навігатор (підприємство)
«Навігатор» (ЗАТ) — українське підприємство, виробник персональних комп'ютерів, системний інтегратор, інтернет-провайдер.
Компанія:
- виробляє настільні та портативні ПК, ноутбуки, смартфони, серверні системи, блейд-системи, графічні станції, тонкі клієнти під власною торговою маркою «Impression Electronics»;
- є дистриб'ютором широкого спектра ІТ-продукції від світових брендів;
- є постачальником комплексних ІТ — рішень для бізнесу будь-якого масштабу;
- здійснює ІТ-консалтинг, проєктування і впровадження корпоративних мереж;
- здійснює сервісну підтримку клієнтів;
- є інтернет-провайдером.

Виробничі бази компанії «Навігатор» забезпечують випуск до 250 000 комп'ютерів і 7 200 серверів на рік.

## Історія
Компанія заснована в 1996 році.
З 2005-го компанія зберігає в Україні лідерство за обсягами виробництва і продажів настільних ПК в Україну.
У 2008 році був відкритий виробничо-логістичний комплекс компанії, що об'єднує транспортну і складську логістику на площі понад 5 000 кв.м. На виробничому комплексі застосовуються енергоощадні технології, електронна система управління виробничими процесами та контролю якості. Виробнича потужність — до 1 500 ПК на день.
У 2014 році здійснила ребрендинг, перейменувавши свою торгову марку «Impression Computers» на «Impression Electronics». Перейменування було обумовлене введенням нових лінійок продукції окрім комп'ютерів, зокрема смартфонів (ImSmart), планшетів (ImPAD) та відеореєстраторів (ImCAM).

## Продукція ЗАТ «Навігатор»
«Навігатор» — єдиний(?!) в Україні виробник повного спектра комп'ютерних систем:
- настільних комп'ютерів,
- ноутбуків,
- серверних систем,
- графічних станцій,
- блейд-систем
- неттопів,
- домашніх серверів,
- планшетних ПК,
- моноблоків.

Продукція компанії виробляється під торговою маркою «Impression». Комп'ютерні системи TM Impression відповідають стандартам якості — УкрСЕПРО, ISO 9001 та ISO 14001, ISO 9001:2009.
За підсумками 2012 компанія продала 64 700 ПК під власною ТМ Impression.

## Дистрибуція
«Навігатор» з 1996 є дистриб'ютором широкого спектра ІТ-продукції. Основні продуктові групи дистриб'юторського портфеля «Навігатор»:
- монітори (BenQ, ASUS),
- комплектуючі (ECS, ASUS, SONY, InnoVision),
- периферія (AVerMedia, SuperMicro, BenQ, Titan),
- мережеве обладнання (EUSSO, Repotec).

У червні 2011 року компанія розширила свій дистриб'юторський пакет продуктами компаній, що пропонують комп'ютерні аксесуари та периферію:
- Defender — комп'ютерні та офісні аксесуари, периферійні ігрові пристрої;
- Chicony — клавіатури, мишки, вебкамери, клавіатури для ноутбуків, камери для мобільних телефонів, цифрові відеокамери;
- Targa — акустичні системи, клавіатури, миші та інше;
- YourDevice! — USB-аксесуари ;
- Techsolo — мультимедійна продукція, комп'ютерне комплектування та периферія;
- KME, Linkworld — корпуси.

Станом на липень 2011 у структурі продажів компанії дистрибуція займає близько 20%.

## Ключові особи
- Олександр Радченко, голова правління
- Георгій Чернявський, голова ради директорів